# Raman Jalotnau
Raman Iharawicz Jalotnau (biał. Раман Ігаравіч Ялётнаў; ur. 10 maja 1993 w Czausach) – białoruski biathlonista. W Pucharze Świata zadebiutował 10 stycznia 2015 roku w Oberhofie, gdzie zajął 59. miejsce w sprincie. Pierwsze punkty zdobył 5 grudnia 2015 roku w Östersund, zajmując 15. miejsce w tej samej konkurencji. W 2016 roku wystartował na mistrzostwach świata w Oslo, zajmując 61. miejsce w biegu indywidualnym i 74. miejsce w sprincie. Na rozgrywanych trzy lata później mistrzostwach świata w Östersund w biegu indywidualnym zajął 33. miejsce, a w sztafecie był dziesiąty. Brał też udział w igrzyskach olimpijskich w Pjongczangu w 2018 roku, plasując się na 52. pozycji w biegu indywidualnym, 71. w sprincie oraz ósmej w sztafecie. Ponadto na mistrzostwach Europy w Mińsku w 2019 roku zdobył brązowy medal w sztafecie mieszanej.

## Osiągnięcia

### Zimowe igrzyska olimpijskie
| Rok  | Miejscowość | Konkurencje | Konkurencje | Konkurencje | Konkurencje | Konkurencje | Konkurencje | Konkurencje |
| Rok  | Miejscowość | IN          | SP          | PU          | MS          | RL          | MR          | SR          |
| ---- | ----------- | ----------- | ----------- | ----------- | ----------- | ----------- | ----------- | ----------- |
| 2018 | Pjongczang  | 52.         | 71.         | –           | –           | 8.          | –           | nd.         |

### Mistrzostwa świata
| Rok  | Miejscowość | Konkurencje | Konkurencje | Konkurencje | Konkurencje | Konkurencje | Konkurencje | Konkurencje |
| Rok  | Miejscowość | IN          | SP          | PU          | MS          | RL          | MR          | SR          |
| ---- | ----------- | ----------- | ----------- | ----------- | ----------- | ----------- | ----------- | ----------- |
| 2016 | Oslo        | 61.         | 74.         | –           | –           | –           | –           | nd.         |
| 2017 | Hochfilzen  | 61.         | 92.         | –           | –           | –           | –           | nd.         |
| 2019 | Östersund   | 33.         | 69.         | –           | –           | 10.         | –           | –           |
| 2020 | Anterselva  | 53.         | 32.         | 42.         | –           | 9.          | –           | –           |

### Mistrzostwa świata juniorów
| Rok  | Miejscowość  | Konkurencje | Konkurencje | Konkurencje | Konkurencje | Konkurencje | Konkurencje | Konkurencje |
| Rok  | Miejscowość  | IN          | SP          | PU          | MS          | RL          | MR          | SR          |
| ---- | ------------ | ----------- | ----------- | ----------- | ----------- | ----------- | ----------- | ----------- |
| 2012 | Kontiolahti  | 31.         | 7.          | 23.         | nd.         | 11.         | nd.         | nd.         |
| 2013 | Obertilliach | –           | 36.         | 27.         | nd.         | 8.          | nd.         | nd.         |

### Puchar Świata

#### Miejsca w klasyfikacji generalnej
| Sezon     | Miejsce |
| --------- | ------- |
| 2014/2015 | -       |
| 2015/2016 | 65.     |
| 2016/2017 | 94.     |
| 2017/2018 | 81.     |
| 2018/2019 | 61.     |
| 2019/2020 | 42.     |
| 2020/2021 | 55.     |
| 2021/2022 | 79.     |

#### Miejsca na podium chronologicznie
Jalotnau nigdy nie stanął na podium zawodów PŚ.